# Peterskirken (Riga)
Peterskirken (lettisk: Rīgas Svēta Pētera baznīca) i Riga er en kirke bygget i 1408 i centrum af Riga. Kirken blev bygget hvor der lå en trækirke, der kan dateres tilbage til 1209. Kirkens tårn var Europas højeste indtil det blev bombet i 1941 under 2. verdenskrig. Det nuværende tårn er bygget i 1973 og er en 122 m. høj stålkontruktion, hvor en elevator kan bringe turister til toppen.